# Lygisaurus aeratus
Lygisaurus aeratus là một loài thằn lằn trong họ Scincidae. Loài này được Garman mô tả khoa học đầu tiên năm 1901.